# Clapton World Tour
Die Clapton World Tour [klæptʌn wɜːld tʊə] (englisch für: „Clapton-Welttournee“) war eine Konzerttournee des britischen Rockmusikers Eric Clapton in den Jahren 2010 und 2011. Die Tournee begann am 13. Februar 2010 in London und endete am 10. Dezember 2011 in Tokio. Die Tournee markierte Claptons erste Konzerte in Südamerika seit der Reptile World Tour im Jahr 2001 und intensivere Konzerttermine seit der Doyle & Derek World Tour in den Jahren 2006 und 2007.
Im Rahmen der Tournee lud Clapton die Künstler Jeff Beck und Steve Winwood für verschiedene Legs der Tournee ein, die ihn monatelang begleiteten. Insgesamt spielte Clapton mehr als 90 Konzerte während der Tournee auf vier Kontinenten. Der Brite musste keine seiner Konzerte absagen oder verschieben. Im Gegensatz zu vorherigen Tourneen in den 2000er Jahren entschied sich Clapton 2010 und 2011 dazu, weniger Konzerte, jedoch in größeren Arenen abzuhalten.
Der britische Rockmusiker stellte ein Studioalbum Clapton sowie teilweise das Livealbum Live from Madison Square Garden vor. Insgesamt bereiste der Brite 26 Länder in zehn Monaten intensiver Tour in rund zwei Jahren und trat dabei vor über einer Million Leuten auf. Währenddessen wurden Gesamteinnahmen von mehr als 103 Millionen US-Dollar erzielt. Nach einem Jahr Pause ging Clapton im Jahr 2013 erneut auf Tournee.
Es war seit 2011 Claptons umfangreichste Tournee.

## Tourneegeschehen
Die Konzerttournee wurde am 1. Dezember 2009 angekündigt. Mitte Februar begann die Tournee gemeinsam mit Clapton und Beck in London und führte das Duo später weiter durch die Vereinigten Staaten und Kanada. Dort waren nahezu alle Konzerte ausverkauft. Bis Mitte März dauerte der erste Leg der Tournee an. Bis dahin wurden 17 Konzerte absolviert. Die Tournee mit Winwood wurde am 11. Mai 2010 angekündigt. Sie startete bereits eine Woche nach der Ankündigung. Nahezu alle Europa-Konzerte waren innerhalb kürzester Zeit ausverkauft. Während der Tournee besuchte Clapton nach langer Zeit wieder Länder wie die Türkei, Serbien und zum ersten Mal Rumänien.
Nach einer kurzen Pause organisierte Clapton das Crossroads Guitar Festival 2010 am 26. Juni 2010 in Bridgeview. Zwei Tage später spielte er als „Hedline-Performer“ auf dem Milwaukee Sommerfestival als eigenständiger Künstler. Nach weiteren drei Konzerten in den USA kam die Tournee zum Erliegen. Am 18. August 2010 kündigte Clapton sein eponymes Studioalbum an. Mitte Februar 2011 führte Clapton seine Tournee mit ausverkauften Konzerten in den Vereinigten Arabischen Emiraten, Singapur, Thailand, China und Südkorea weiter. Von Ende Februar bis Anfang März trat der Brite neun-mal in Nordamerika auf. Von Mai bis Juni reiste Clapton erneut durch Europa und spielte unter anderem auf dem Norwegian Wood Festival vor 8.000 Besuchern.
Vom 6. bis 16. Oktober besuchte Clapton nach 10 Jahren Abwesenheit den Kontinent Südamerika. Wie auch schon während seiner Auftritte Journeyman World Tour 1990 und der Reptile World Tour 2001 waren auch 2011 diese Konzerte in hohem Maß ausverkauft. So spielte Clapton zum vierten Mal in seiner Karriere im Morumbi Stadium vor 70.000 (1990 gingen drei Konzerte mit jeweils 80.000 Besuchern) voran. Zum River Plate Stadium kehrte Clapton zum dritten Mal zurück. In Chile trat der Brite erstmals nicht im Estadio Nacional, sondern in einer überdachten Halle auf. Von Mitte November bis Mitte Dezember bereiste Clapton intensiv das Land Japan und spielte bis zum Ende der Tournee am 10. Dezember 13 Konzerte im Land.
Aufgrund der hohen Nachfrage wurden während der Tournee insgesamt drei vorher nicht geplante Konzerte zum Kalender hinzugefügt. Diese waren das Konzert am 1. Juni 2011 in der Royal Albert Hall, ein Konzert am 10. Oktober 2011 in Rio de Janeiro sowie das Konzert am 10. Dezember 2011 in Tokio. In Asien spielte Clapton vor mehr als 165.000 Besuchern und nahm mehr als 15 Millionen US-Dollar ein. In Südamerika waren es 172.000 Besucher und mehr als 12 Millionen US-Dollar. In Nordamerika erzielte der Brite mehr als 33 Millionen US-Dollar Einnahmen und trat vor mehr als 352.000 Zuschauern auf. Mit erzielte Kartenverkäufen von mehr als 43 Millionen US-Dollar und mehr als 396.000 verkauften Karten war die Tournee in Europa am erfolgreichsten.

## Besetzung
Während der Tournee traten folgende Musiker und Gruppen auf.
| - Eric Clapton – Gitarre, Gesang - Steve Winwood – Keyboard, Gitarre, Gesang - Jeff Beck – Gitarre - Walt Richmond – Keyboard - Tim Carmon – Keyboard (2011-Leg) - Chris Stainton – Keyboard - Willie Weeks – Bassgitarre - Steve Gadd – Schlagzeug | - Michelle John – Begleitgesang - Sharon White – Begleitgesang - Jason Rebello – Keyboard (mit Jeff Beck) - Rhonda Smith – Bassgitarre (mit Jeff Beck) - Narada Michael Walden – Schlagzeug - 30-teiliges Orchester (mit Jeff Beck) - Roger Daltrey – Vorgruppe - Andy Fairweather Low – Vorgruppe, Gastmusiker | - Vince Gill – Gastmusiker - Anssi Kela – Vorgruppe - Real Ones – Vorgruppe - The Mocks – Vorgruppe - Cartolas – Vorgruppe - Gary Clark Jr. – Vorgruppe - Guasones – Vorgruppe - La Rata Bluesera – Vorgruppe |

## Setlist
Die Setlist wurde im Laufe der Tournee mehrfach geändert. Für seinen Tourneeabschnitt mit Jeff Beck trug Clapton zehn bis elf Stücke als Solokünstler mit seiner Band vor. Der Brite trag eine Mischung aus Blues-Titeln und alten Hitsongs vor; so spielte er unter anderem Driftin’ Blues, Nobody Knows You When You’re Down and Out, Key to the Highway, Little Queen of Spades, Running on Faith, I’ve Got a Rock ’n’ Roll Heart, I Shot the Sheriff und Cocaine. Beck trug im Rahmen der Tournee instrumentale Stücke vor. Zum Abschluss eines jeden Konzertes trugen die beiden Gitarristen eine Auswahl von Songs vor, die sie beide gut kannten. So trugen sie beispielsweise die Titel Shake Your Money Maker und Crossroads vor.
Bei den meisten Konzerten der zweiten Hälfte der Tournee wurden diese nicht mehr in Segmente unterteilt. Clapton und Winwood spielten rund 20 bis 22 Titel jeden Abend von Anfang bis Ende als Duo. Auch hier wurde eine Vielzahl von Blues-Titeln wie Pearly Queen, Driftin’ Blues und How Long vorgetragen. Winwood und Clapton trugen außerdem einige Titel aus ihrer gemeinsamen Zeit bei Blind Faith vor; so spielten sie zum Beispiel Presence of the Lord und Can’t Find My Way Home im Rahmen der Tournee. Lieder wie Glad und Split Decision aus dem Album Live from Madison Square Garden stellte das Duo ebenfalls vor. Clapton-Hits wie Forever Man, Layla und After Midnight waren ebenfalls Teil der Setlist. Während der Nordamerika-Auftritte wurde die Setlist auf üblicherweise 16 Stücke verkürzt.
Im Jahr 2011 trug der Brite meistens 18 Lieder an einem Abend vor. Neben Blues-Stücken und Erfolgssongs trug Clapton nun auch erstmals während der Tournee Lieder aus seinem Studioalbum Clapton vor, welches im August 2010 angekündigt wurde. Die Setlist bestand nun aus Stücken wie Hoochie Coochie Man, Goin’ Down Slow, Before You Accuse Me und Neuinterpretationen wie Rockin’ Chair, When Somebody Thinks You’re Wonderful und River Runs Deep aus dem Studioalbum. Hits wie Old Love, I Shot the Sheriff, Badge und Wonderful Tonight kehrten in die Setlist zurück. Diese Lieder wurden bis zum Ende der Tournee beibehalten. Kehrte Winwood zurück, wurde die Setlist von 2010 verwendet.

## Equipment

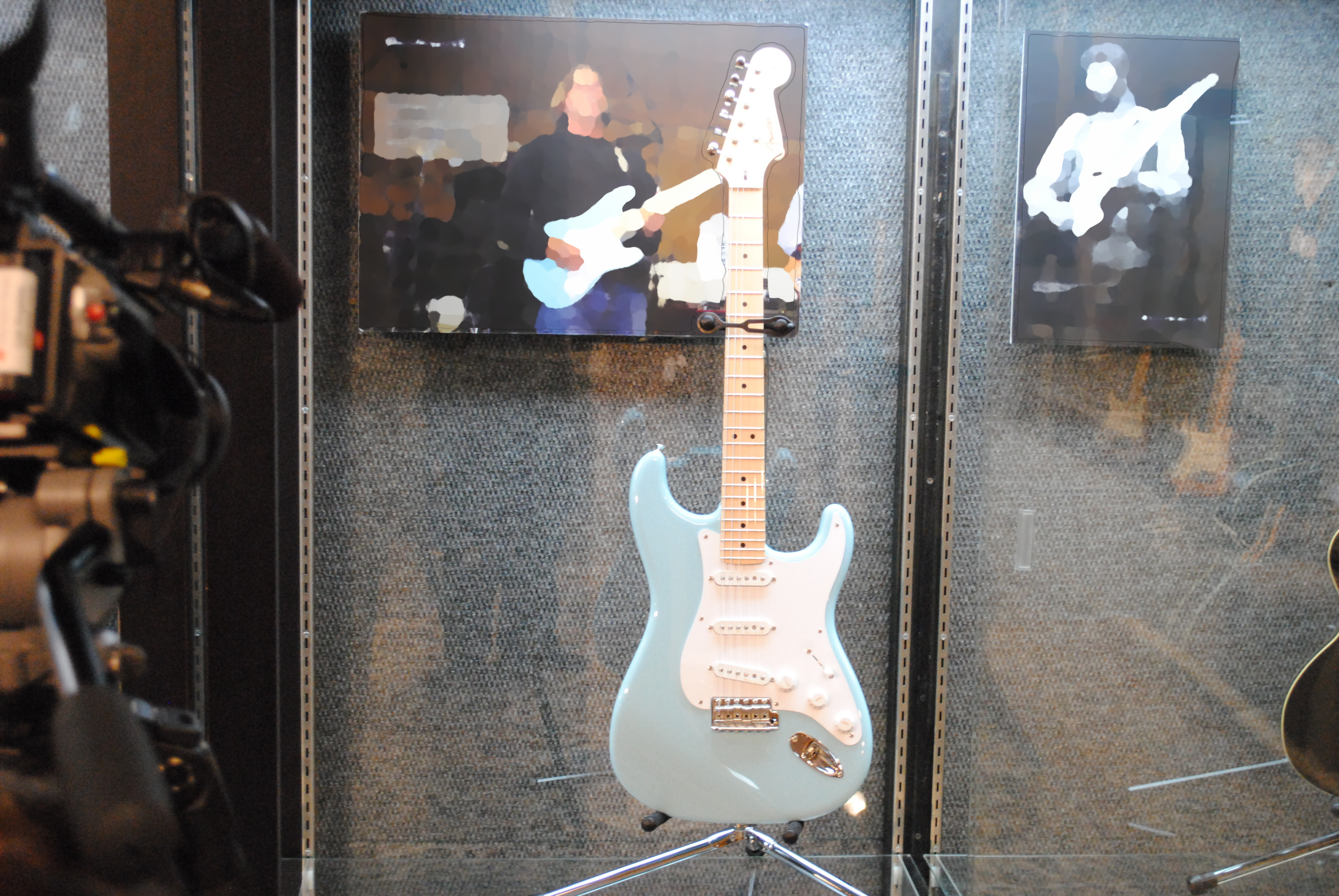
Die 2008 Fender Stratocaster in „Daphne Blue“ im Jahr 2011.

Hauptsächlich nutzte Clapton sein Signatur-Modell der Art Fender Stratocaster in der Farbe „Daphne Blue“ (hellblau) während der Tournee. Die Gitarre wurde extra auf Wunsch von Clapton im Jahr 2008 angefertigt. Zwei wurden gebaut. Die Gitarre wurde extra auf Wunsch von Clapton im Jahr 2008 angefertigt. Eine weitere E-Gitarre der Eric-Clapton-Serie in der Farbe „Pewter“ (silbergrau) kam seltener zum Einsatz. Während eines Konzertes in Rio de Janeiro verwendete der britische Rockmusiker ein Signaturmodell, welches von Fender mit dem Logo des New York City Fire Department als Erinnerungsstück an die Terroranschläge am 11. September 2001 verziert wurde. Warum Clapton die Gitarre verwendete ist unklar.
Für Lieder, die Clapton mit einer Akustikgitarre vortrug, kam das Modell „OOO-28EC“ der Martin Eric Clapton Signature Series in einer naturellen Aufbereitung zum Einsatz. Clapton nutzte die Fender-Noiseless-Tonabnehmer in seiner Stratocaster, die ein Brummen und Rauschen vermindern. Diese sind Teil der Standardausführung eines Clapton-Modells. Die Tonabnehmer in der akustischen Gitarre wurden von den Firmen Fishman und Martin für Clapton unterhalb des Gitarrenhalses eingebaut. Für einzelne Auftritte im Jahr 2011 verwendete der Brite auch eine Gitarre der Gibson Guitar Corporation. Beispielsweise für eine Jazz-Version des Titels Layla nutze Clapton eine Gibson ES-335 in der Farbe „Dark Sunburst“ (Farbverlauf von schwarz zu gelb).
Alle E-Gitarren wurden mit Saiten der Dicken .10 bis .46 des Unternehmens Ernie Ball bespannt. Alle Akustikgitarren wurden mit Phosphor-Bronze-Saiten der Firma Martin in der Dicke .12 bis .54 ausgestattet. Harte Plektren, die eine Gravur mit entweder Claptons Namen oder den Namen der Tournee trugen wurden ebenfalls von Ernie Ball hergestellt. Clapton nutzte Fender Tweed-Twin-Verstärker.

## Konzerttermine
| Datum             | Stadt           | Land                         | Veranstaltungsort                  | Besucherzahl                 | Einnahmen      |
| Europa            | Europa          | Europa                       | Europa                             | Europa                       | Europa         |
| ----------------- | --------------- | ---------------------------- | ---------------------------------- | ---------------------------- | -------------- |
| 13. Februar 2010  | London          | Vereinigtes Konigreich       | The O₂                             | 28.200 / 28.200              | $4.003.920     |
| 14. Februar 2010  | London          | Vereinigtes Konigreich       | The O₂                             | 28.200 / 28.200              | $4.003.920     |
| Nordamerika       |                 |                              |                                    |                              |                |
| 18. Februar 2010  | New York City   | Vereinigte Staaten           | Madison Square Garden              | 29.142 / 29.142              | $4.190.250     |
| 19. Februar 2010  | New York City   | Vereinigte Staaten           | Madison Square Garden              | 29.142 / 29.142              | $4.190.250     |
| 21. Februar 2010  | Toronto         | Kanada                       | Air Canada Centre                  | 15.204 / 15.204              | $2.161.280     |
| 22. Februar 2010  | Montreal        | Kanada                       | Centre Bell                        | 9.877 / 10.203               | $1.239.310     |
| 25. Februar 2010  | Pittsburgh      | Vereinigte Staaten           | Mellon Arena                       | 13.150 / 13.150              | $996.538       |
| 27. Februar 2010  | Nashville       | Vereinigte Staaten           | Sommet Center                      | 14.240 / 14.240              | $1.093.768     |
| 28. Februar 2010  | Birmingham      | Vereinigte Staaten           | Jefferson Civic Center             | 16.940 / 16.940              | $1.298.233     |
| 2. März 2010      | Tulsa           | Vereinigte Staaten           | BOK Center                         | 13.354 / 13.354              | $1.093.750     |
| 3. März 2010      | Kansas City     | Vereinigte Staaten           | Sprint Center                      | 15.972 / 15.972              | $1.254.920     |
| 5. März 2010      | Memphis         | Vereinigte Staaten           | FedExForum                         | 10.651 / 12.000              | $807.542       |
| 6. März 2010      | New Orleans     | Vereinigte Staaten           | New Orleans Arena                  | 14.132 / 14.132              | $1.036.130     |
| 8. März 2010      | Raleigh         | Vereinigte Staaten           | RBC Center                         | 13.676 / 13.676              | $1.034.820     |
| 9. März 2010      | Atlanta         | Vereinigte Staaten           | Arena at Gwinnett Center           | 10.848 / 10.848              | $894.945       |
| 11. März 2010     | Sunrise         | Vereinigte Staaten           | BankAtlantic Center                | 19.345 / 19.345              | $1.690.877     |
| 13. März 2010     | Orlando         | Vereinigte Staaten           | Amway Center                       | 10.250 / 11.000              | $816.212       |
| Europa            |                 |                              |                                    |                              |                |
| 18. Mai 2010      | Birmingham      | Vereinigtes Konigreich       | LG Arena                           | 9.047 / 10.320               | $825.634       |
| 20. Mai 2010      | London          | Vereinigtes Konigreich       | Wembley Arena                      | 13.643 / 14.540              | $1.468.610     |
| 21. Mai 2010      | London          | Vereinigtes Konigreich       | Wembley Arena                      | 13.643 / 14.540              | $1.468.610     |
| 23. Mai 2010      | Antwerpen       | Belgien                      | Sportpaleis                        | 21.444 / 21.444              | $2.732.001     |
| 25. Mai 2010      | Paris           | Frankreich                   | Palais Omnisports de Paris-Bercy   | 15.037 / 15.064              | $1.310.520     |
| 26. Mai 2010      | Basel           | Schweiz                      | St. Jakobshalle                    | 8.432 / 8.432                | $807.364       |
| 28. Mai 2010      | Düsseldorf      | Deutschland                  | ISS Dome                           | 11.629 / 11.629              | $839.613       |
| 29. Mai 2010      | Arnhem          | Niederlande                  | GelreDome                          | 30.457 / 30.457              | $3.105.966     |
| 31. Mai 2010      | Malmö           | Schweden                     | Malmö Arena                        | 13.800 / 13.800              | $1.240.002     |
| 2. Juni 2010      | Berlin          | Deutschland                  | O2 World                           | 15.983 / 15.983              | 1.153.972      |
| 3. Juni 2010      | Hamburg         | Deutschland                  | Color Line Arena                   | 14.532 / 14.532              | $1.049.210     |
| 5. Juni 2010      | München         | Deutschland                  | Königsplatz                        | 32.421 / 32.421              | $2.340.796     |
| 7. Juni 2010      | Wien            | Osterreich                   | Wiener Stadthalle                  | 13.685 / 13.685              | $988.057       |
| 9. Juni 2010      | Belgrad         | Serbien                      | Belgrade Arena                     | 16.470 / 16.470              | $2.420.555     |
| 11. Juni 2010     | Bukarest        | Rumänien                     | Rugby Park                         | 26.734 / 26.734              | $4.980.523     |
| 13. Juni 2010     | Istanbul        | Turkei                       | Turkcell Kuruçeşme Arena           | 16.975 / 16.975              | $2.120.347     |
| Nordamerika       |                 |                              |                                    |                              |                |
| 26. Juni 2010     | Bridgeview      | Vereinigte Staaten           | Toyota Park                        | — (a)                        | — (a)          |
| 28. Juni 2010     | Milwaukee       | Vereinigte Staaten           | Marcus Amphitheater                | 22.990 / 22.990              | $2.239.011     |
| 30. Juni 2010     | Cincinnati      | Vereinigte Staaten           | Riverbend Music Center             | 20.500 / 20.500              | $1.996.750     |
| 2. Juli 2010      | Indianapolis    | Vereinigte Staaten           | Verizon Wireless Music Center      | 23.450 / 23.450              | $2.370.299     |
| 3. Juli 2010      | Clarkston       | Vereinigte Staaten           | DTE Energy Music Theatre           | 14.274 / 14.274              | $1.070.950     |
| Asien             |                 |                              |                                    |                              |                |
| 11. Februar 2011  | Abu Dhabi       | Vereinigte Arabische Emirate | Yas Arena                          | 19.783 / 19.783              | $1.731.012     |
| 14. Februar 2011  | Singapur        | Singapur                     | Indoor Stadium                     | 12.832 / 12.832              | $580.006       |
| 16. Februar 2011  | Bangkok         | Thailand                     | Impact Arena                       | 10.632 / 10.632              | $610.808       |
| 18. Februar 2011  | Hongkong        | China Volksrepublik          | AsiaWorld-Arena                    | 14.732 / 14.732              | $950.950       |
| 20. Februar 2011  | Seoul           | Korea Sud                    | Olympic Gym #1                     | 14.132 / 14.132              | $912.220       |
| Nordamerika       |                 |                              |                                    |                              |                |
| 25. Februar 2011  | Vancouver       | Kanada                       | Rogers Arena                       | 15.127 / 15.127              | $1.530.222     |
| 26. Februar 2011  | Seattle         | Vereinigte Staaten           | KeyArena                           | 12.107 / 12.107              | $991.095       |
| 28. Februar 2011  | Portland        | Vereinigte Staaten           | Rose Garden Arena                  | 9.635 / 13.346               | $892.825       |
| 2. März 2011      | San José        | Vereinigte Staaten           | HP Pavilion                        | N.N.                         | N.N.           |
| 3. März 2011      | Sacramento      | Vereinigte Staaten           | ARCO Arena                         | N.N.                         | N.N.           |
| 5. März 2011      | Las Vegas       | Vereinigte Staaten           | MGM Grand Garden Arena             | 12.342 / 13.205              | $1.131.558     |
| 6. März 2011      | San Diego       | Vereinigte Staaten           | Valley View Casino Center          | 14.890 / 14.890              | $1.200.034     |
| 8. März 2011      | Universal City  | Vereinigte Staaten           | Gibson Amphitheatre                | N.N.                         | N.N.           |
| 9. März 2011      | Universal City  | Vereinigte Staaten           | Gibson Amphitheatre                | N.N.                         | N.N.           |
| Europa            |                 |                              |                                    |                              |                |
| 9. Mai 2011       | Dublin          | Irland                       | The O2                             | 12.703 / 12.703              | $2.090.306     |
| 10. Mai 2011      | Belfast         | Vereinigtes Konigreich       | Odyssey Arena                      | 9.731 / 9.731                | $980.555       |
| 12. Mai 2011      | Glasgow         | Vereinigtes Konigreich       | SECC Building                      | 8.104 / 8.104                | $772.660       |
| 14. Mai 2011      | Cardiff         | Vereinigtes Konigreich       | International Arena                | 9.640 / 9.640                | $923.471       |
| 15. Mai 2011      | Cardiff         | Vereinigtes Konigreich       | International Arena                | 9.640 / 9.640                | $923.471       |
| 17. Mai 2011      | London          | Vereinigtes Konigreich       | Royal Albert Hall                  | 54.846 / 54.846              | $5.961.880     |
| 18. Mai 2011      | London          | Vereinigtes Konigreich       | Royal Albert Hall                  | 54.846 / 54.846              | $5.961.880     |
| 20. Mai 2011      | London          | Vereinigtes Konigreich       | Royal Albert Hall                  | 54.846 / 54.846              | $5.961.880     |
| 21. Mai 2011      | London          | Vereinigtes Konigreich       | Royal Albert Hall                  | 54.846 / 54.846              | $5.961.880     |
| 23. Mai 2011      | London          | Vereinigtes Konigreich       | Royal Albert Hall                  | 54.846 / 54.846              | $5.961.880     |
| 24. Mai 2011      | London          | Vereinigtes Konigreich       | Royal Albert Hall                  | 54.846 / 54.846              | $5.961.880     |
| 26. Mai 2011      | London          | Vereinigtes Konigreich       | Royal Albert Hall                  | 54.846 / 54.846              | $5.961.880     |
| 27. Mai 2011      | London          | Vereinigtes Konigreich       | Royal Albert Hall                  | 54.846 / 54.846              | $5.961.880     |
| 29. Mai 2011      | London          | Vereinigtes Konigreich       | Royal Albert Hall                  | 54.846 / 54.846              | $5.961.880     |
| 30. Mai 2011      | London          | Vereinigtes Konigreich       | Royal Albert Hall                  | 54.846 / 54.846              | $5.961.880     |
| 1. Juni 2011      | London          | Vereinigtes Konigreich       | Royal Albert Hall                  | 54.846 / 54.846              | $5.961.880     |
| 6. Juni 2011      | Helsinki        | Finnland                     | Hartwall Arena                     | N.N.                         | N.N.           |
| 8. Juni 2011      | Stockholm       | Schweden                     | Ericsson Globe                     | N.N.                         | N.N.           |
| 9. Juni 2011      | Oslo            | Norwegen                     | Vigelandsanlegget                  | — (b)                        | — (b)          |
| 11. Juni 2011     | Herning         | Danemark                     | Jyske Bank Boxen                   | 13.108 / 13.108              | $1.022.493     |
| Südamerika        |                 |                              |                                    |                              |                |
| 6. Oktober 2011   | Porto Alegre    | Brasilien                    | Estacionamento da Fiergs           | 20.000 / 20.000              | $2.367.460     |
| 9. Oktober 2011   | Rio de Janeiro  | Brasilien                    | HSBC Arena                         | 20.000 / 20.000              | $1.253.100     |
| 10. Oktober 2011  | Rio de Janeiro  | Brasilien                    | HSBC Arena                         | 20.000 / 20.000              | $1.253.100     |
| 12. Oktober 2011  | São Paulo       | Brasilien                    | Morumbi Stadium                    | 70.000 / 70.000              | $4.554.400     |
| 14. Oktober 2011  | Buenos Aires    | Argentinien                  | River Plate Stadium                | 45.000 / 45.000              | $3.004.520     |
| 16. Oktober 2011  | Santiago        | Chile                        | Movistar Arena                     | 17.000 / 17.000              | $1.001.005     |
| Asien             |                 |                              |                                    |                              |                |
| 17. November 2011 | Sapporo         | Japan                        | Hokkaido Prefectural Sports Center | N.N.                         | N.N.           |
| 19. November 2011 | Yokohama        | Japan                        | Yokohama Arena                     | N.N.                         | N.N.           |
| 21. November 2011 | Osaka           | Japan                        | Ōsaka-jō Hall                      | 29.884 / 29.884              | $2.750.342     |
| 22. November 2011 | Osaka           | Japan                        | Ōsaka-jō Hall                      | 29.884 / 29.884              | $2.750.342     |
| 24. November 2011 | Fukuoka         | Japan                        | Marine Messe                       | N.N.                         | N.N.           |
| 26. November 2011 | Hiroshima       | Japan                        | Green Arena                        | N.N.                         | N.N.           |
| 28. November 2011 | Kanazawa        | Japan                        | Ishikawa Sports Center             | N.N.                         | N.N.           |
| 30. November 2011 | Nagoya          | Japan                        | Japan Gaishihoru                   | N.N.                         | N.N.           |
| 2. Dezember 2011  | Tokio           | Japan                        | Nippon Budōkan                     | 63.250 / 63.250              | $7.801.445     |
| 3. Dezember 2011  | Tokio           | Japan                        | Nippon Budōkan                     | 63.250 / 63.250              | $7.801.445     |
| 6. Dezember 2011  | Tokio           | Japan                        | Nippon Budōkan                     | 63.250 / 63.250              | $7.801.445     |
| 7. Dezember 2011  | Tokio           | Japan                        | Nippon Budōkan                     | 63.250 / 63.250              | $7.801.445     |
| 10. Dezember 2011 | Tokio           | Japan                        | Nippon Budōkan                     | 63.250 / 63.250              | $7.801.445     |
| Zusammenfassung   | Zusammenfassung | Zusammenfassung              | Zusammenfassung                    | 1.085.962 / 1.095.158 (99 %) | + $103.687.042 |

## Memorabilien
Unzählige Plakate zur Vermarktung der Tournee wurden gedruckt und waren für Fans nach dem Konzert erhältlich. Offizielle Tournee-Programme mit Mitschriften, Eindrücken, Fotos, Zahlen und Fakten sowie Kritiken gab es für die Soloprojekte sowie Auftritte mit Beck und Winwood in den Jahren 2010 und 2011. Darüber hinaus wurden bedruckte T-Shirts, Jacken und Handtaschen verkauft.

## Rezeption
Kritiker Scott Mervis Pittsburgh von der Pittsburgh Post-Gazette lobte Claptons Auftritt am 25. Februar 2010 und meinte, dass „Clapton nichts mehr beweisen“ muss. Vor allem seine Version des Titels Layla habe einen „ganz besonderen Austick-Faktor“ gehabt, was auch am Publikum zu hören war. Musik-Journalist Aaron Ladage von der Kansas City Pitch erklärte zu dem Clapton-Konzert am 3. März 2010: „Meine Arbeit als Kritiker der Musik erfordert es genau nach Fehlern und Positivem während eines Auftrittes zu suche. Doch Negatives war nicht zu finden. Dieser unglaubliche Eric Clapton machte keinen einzigen Fehler. Wie kann man so ein Konzert nicht mögen. Vor allem wenn als Vorgruppe der verdammte Daltrey spielt. […]“.
Autor Jason Bracelin von Las Vegas Review-Journal äußerte sich zum Konzert am 5. März 2011 und notierte, dass „nach dieser Vorstellung keiner mehr an dem Vermächtnis und dem Können von Clapton zweifeln kann […]“. Er lobte ebenfalls besonders den Auftritt von Layla. Kritiker George Varga von der San Diego Union-Tribune meinte, dass Clapton während seines Konzertes im Valley View Casino Center etwas unkomfortabel aussah, jedoch seine Zuschauer nicht enttäuscht habe. Der Journalist meinte, dass Clapton „wie immer sehr solide, jedoch nicht überragend“ aufgetreten sei. Varga lobte vorwiegend Claptons Gitarrenspiel, darunter seine enorm langen, improvisierten Passagen.
Michael Collins von der Seattle Post-Intelligencer fasste Claptons Konzert am 28. Februar 2011 wie folgt zusammen: „Claptons unnachahmliches Talent auf der Gitarre wurde ihm geschenkt, aber seine Stimme war den ganzen Abend lang genauso stark und stabil. Darüber hinaus hat Clapton solide Unterstützung von seiner Band, besonders von Tim Carmon, der brillant war, erhalten. Clapton wählte für den Abend eine gute Abwechslung von neuen Liedern und Hits, sah aber am besten aus, als er sich in dem Blues verlieren konnte […]“. Kritikerin Enjoli Liston von The Independent lobte vor allem die Darbietung der auf dem Clapton-Album enthaltenen Songs in der Royal Albert Hall. Auch die Blues-Lieder habe Clapton „vorzüglich“ interpretiert.

## Veröffentlichungen
Am 8. November des Jahres 2010 erschien die DVD und die Blu-ray Disc zum Crossroads Guitar Festival 2010 unter Rhino- und Warner Bros. Records für weltweite Territorien. Das Konzert wurde im Rahmen der Clapton World Tour am 26. Juni 2010 aufgezeichnet. Die Veröffentlichung, die auch teilweise unter „Various Artists“ geführt wird, besteht aus zwei Video-Trägern und verfügt über 40 Titel von über 20 verschiedenen Künstlern. Neben dem Album- und dem Video zu Play the Blues: Live from Jazz at Lincoln Center, welches im April 2011 gemeinsam mit Wynton Marsalis im Lincoln Center, New York City aufgezeichnet wurde, ist das Crossroads Guitar Festival von 2010 die einzige offizielle Veröffentlichung, die im Rahmen der Tournee aufgezeichnet wurde.

### Bootlegs
Mit über 60 unterschiedlichen Schwarzpressungen der Konzerte auf Compact Disc gehört die Clapton World Tour zu einer der am häufigsten dokumentierten Clapton-Tourneen.

## Trivia
- Zum Konzert in Istanbul gelangen Winwood und Clapton aufgrund der hohen Fan-Anzahl nur per Boot.[62]
- Der Auftritt vor 70.000 Menschen im Morumbi-Stadion widmete Clapton Felipe Massa.[63]